# Горай (гмина)
Горай (пол. Goraj) — городско-сельская гмина (волость) в Польше, входит как административная единица в Билгорайский повет, Люблинское воеводство. Административный центр — город Горай.
Площадь 67,9 км². Население — 4041 человека (на 2021 год).
Создана 1 (13) января 1870 год после преобразования городского муниципалитета Горай в сельскую общину с присоединением нескольких соседних деревень.

## Населённые пункты
- Вулька-Абрамовска
- Хошня-Абрамовска
- Хошня-Ордынацка

## Соседние гмины

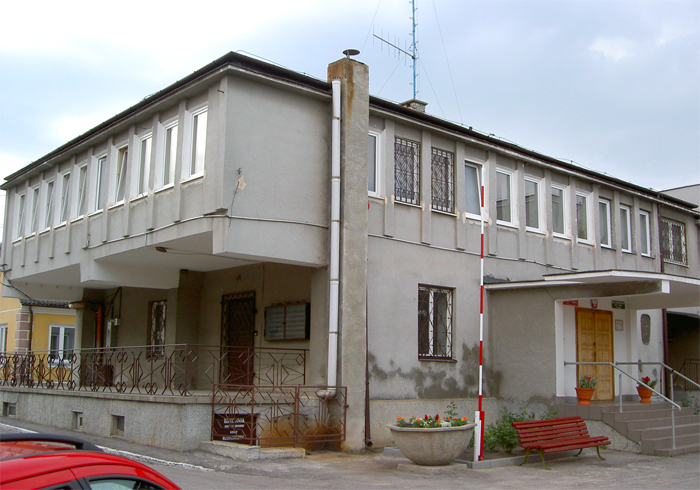
Гмина Горай

1. Гмина Хшанув
2. Гмина Дзволя
3. Гмина Фрамполь
4. Гмина Радечница
5. Гмина Туробин